# Glad vingergras
Glad vingergras (Digitaria ischaemum) is een eenjarige plant, die behoort tot de grassenfamilie (Poaceae). De plant komt op de Waddeneilanden na in heel Nederland voor.

## Determinatie
De plant wordt 5–50 cm hoog en heeft een liggende of opstijgende groeiwijze. De liggende stengels vormen op de knopen geen wortels. De korte, 2–5 mm brede, lichtgroene bladeren zijn op de bladvoet na onbehaard of alleen aan de rand behaard. Ook de meestal iets opgeblazen bladscheden zijn meestal kaal. Het vliezige tongetje is 1,5 mm lang.
Glad vingergras bloeit van juli tot de herfst, waarbij de middelste en onderste bloeiwijzen grotendeels in de bladscheden blijven zitten. Deze bloeiwijzen hebben cleistogame bloemen. De meestal paars aangelopen bloeiwijzen bestaan uit twee tot vijf schijnaren, die aan de top van de stengel staan ingeplant. De ongeveer 3 mm lange aartjes zijn elliptisch-eivormig en vrij stomp. Ze staan met twee tot vier bij elkaar. Het onderste kelkkafje is rudimentair of afwezig, het bovenste kelkkafje is 2,5 mm lang en heeft drie nerven. Het 'derde kelkkafje' is het onderste kroonkafje van de onvruchtbare bloem. De kroonkafjes zijn ongeveer 2,2 mm lang. De stempels zijn purper kleurig en de helmhokjes zijn 0,5 mm lang.
De lichtbruine, aan twee kanten spitse vrucht is een 1,5–3 mm lange en 1,5 mm brede graanvrucht.

### Gelijkende taxa
Glad vingergras lijkt veel op harig vingergras, die echter behaarde bladscheden heeft en niet wortelt op de knopen. Ook lijkt glad vingergras veel op handjesgras (Cynodon dactylon), maar het tongetje van handjesgras bestaat uit haartjes in plaats van een vliesje.

## Ecologie
De plant komt voor op bouwland, in moestuinen, aan wegranden en langs spoorwegen.

### Syntaxonomie
In de syntaxonomie wordt glad vingergras vooral aangetroffen in de klasse van akkergemeenschappen en de grondster-associatie.

## In andere talen
- Duits: Kahle Fingerhirse, Faden-Fingerhirse, Niederliegende Fingerhirse
- Engels: Smooth finger-gras, Smooth crabgrass, Red Millet
- Frans: Digitaire glabre, Digitaire ischème